# Reblaus
Die Reblaus (Daktulosphaira vitifoliae, Syn.: Viteus vitifoliae) ist eine Pflanzenlaus aus der Familie der Zwergläuse (Phylloxeridae). In Europa im 19. Jahrhundert als Neozoon aus Nordamerika eingeschleppt, gilt sie bis heute als bedeutender Schädling im Weinbau.

## Körperbau
Rebläuse erreichen eine Körperlänge von 0,7 bis 1,4 Millimeter und sind damit kleine Blattläuse.
Die am häufigsten anzutreffende Generation, die flügellosen, parthenogenetischen Weibchen (in den Wurzel- oder Blattgallen), ist gelb gefärbt, völlig ohne Wachsplatten oder Wachsüberzüge. Der Körper ist im Umriss ei- bis birnenförmig (vorn abgerundet und zum Hinterende zugespitzt). Der Kopf, der Rumpfabschnitt (Thorax) und die ersten Hinterleibssegmente sind in einen ungegliederten Abschnitt ohne sichtbare Segmentgrenzen verschmolzen, dieser wird manchmal Cephalothorax genannt. An dem hinteren Hinterleibsabschnitt sind die Segmentgrenzen erkennbar. Die dunkel gefärbten Augen sind sichtbar, aber sehr klein, sie bestehen aus nur drei Ommatidien. Die Antennen sind sehr kurz, etwa 0,09 mm lang. Sie bestehen aus nur drei Gliedern, d. h. die Antennengeißel (Flagellum) ist zu einem Glied verschmolzen. Das letzte Segment trägt zur Spitze hin einen abgesetzte, runde, manchmal kurz zapfenartige Riechplatte, Rhinarium oder Sensorium genannt. Dieser ist wesentlich kleiner als bei der Gattung Phylloxera (Gattungsmerkmal), die aber nicht an Weinreben vorkommt. Der Saugrüssel ist im Verhältnis zur Körpergröße lang (ca. 1,5 mm), er reicht zurückgelegt bis hinter die Hinterhüften. Die Beine sind verhältnismäßig kurz und schwach, die Weibchen sind kaum laufaktiv.
Typisch für die Art wie für alle Vertreter der Familie (Phylloxeridae): Ein äußerer Legebohrer (Ovipositor) ist nicht vorhanden (Unterschied zu den Adelgidae). Am Hinterleibsende fehlen die Siphunculi oder Siphonen, knopf- oder röhrenförmige paarige Fortsätze, die ein Alarmpheromon abgeben (Unterschied zu fast allen Aphididae).
Die parthenogenetischen Weibchen (Virginoparae), die in Blattgallen leben, sind nicht durch klare morphologische Merkmale von denjenigen der Wurzelgallen unterschieden. Meist sind bei den wurzellebenden Morphen die Beine und Antennen etwas kräftiger und das Rhinarium erscheint etwas größer. Vermutlich handelt es sich dabei um rein umweltbedingte Modifikationen. Die geflügelten Blattläuse, die die Geschlechtstiere hervorbringen (Sexuparae) sind insgesamt kräftiger pigmentiert, mit dunkel gefärbten Thoraxsegmenten. Die Körperlänge beträgt ca. 1 bis 1,5 Millimeter, die Vorderflügellänge 1,1 bis 1,5 Millimeter, die Länge der Hinterflügel ca. 0,6 bis 0,8 Millimeter. Die Hinterflügel tragen am Rand zwei Haken (Hamuli), mit denen sie im Flug an die Vorderflügel gekoppelt werden können, diese besitzen dafür am Hinterrand eine aufgebogene Kante, in die sie eingreifen. Die geflügelten Tiere besitzen größere Komplexaugen und drei Ocelli. Das Geißelglied (Flagellum) der etwas längeren und kräftigeren Antennen besitzt nicht nur ein, sondern zwei Rhinarien. Sehr selten wurden bei der Reblaus auch geflügelte parthenogenetische Weibchen (Virginoparae alatae) angegeben, die aber wohl nur als seltene Ausnahme vorkommen. Sie unterscheiden sich kaum von der normalen geflügelten Morphe. Die eigentlichen Geschlechtstiere (Sexuales) sind flügellos, mit zurückgebildeten Mundwerkzeugen und funktionslosem Darm. Wie bei allen Phylloxeridae werden bei der Reblaus bei den geflügelten Morphen die Flügel in Ruhelage nicht dachförmig über dem Hinterleib, sondern fach ausgebreitet getragen.

## Lebenszyklus

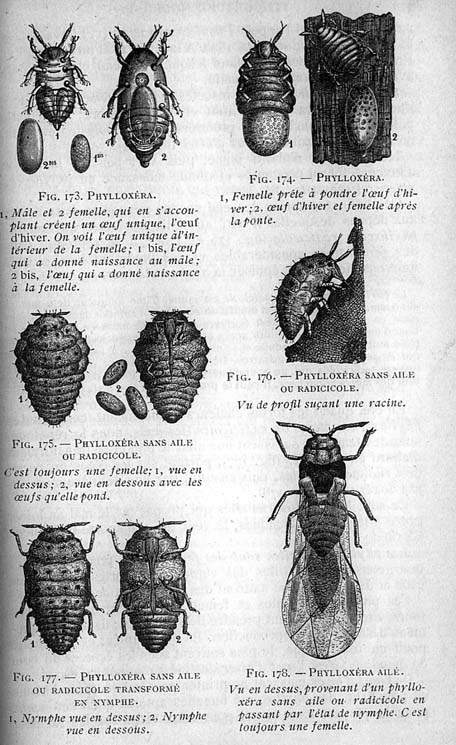
Vermehrungszyklus der Reblaus (aus E. Chancrin: Viticulture moderne, Hachette Livre 1908).
Reblaus-Zyklus. Wandtafel von Hinrich Nitsche, Leipzig 1882. Exemplar der Humboldt-Universität Berlin[4]
Entwicklungszyklus der Reblaus, alte Bilddarstellung von der Humboldt-Universität Berlin, um 1880

Der Lebenszyklus der Reblaus ist komplex. Die Verhältnisse werden weiter verkompliziert dadurch, dass für verschiedene Stadien unterschiedliche Begriffe eingeführt worden sind. 

### Holozyklus
Im Grundplan wechseln bei der Reblaus, wie bei den meisten Blattläusen, eine Generation mit geschlechtlicher Fortpflanzung ab mit mehreren aufeinander folgenden Generationen mit ungeschlechtlicher Fortpflanzung. Bei der ungeschlechtlichen Fortpflanzung sind alle Individuen Weibchen, dies ist eine Form der Parthenogenese. Folgen geschlechtliche und ungeschlechtliche Fortpflanzung wie hier regelmäßig aufeinander, spricht man von Generationswechsel (Heterogonie). Ein Lebenszyklus mit Generationswechsel wird bei den Blattläusen holozyklisch genannt (nach altgriechisch ὅλος, holos: ganz). Bei der Reblaus haben, wie bei vielen anderen Blattläusen, einzelne Populationen die geschlechtliche Fortpflanzung ganz aufgegeben; dies wird dann als anholozyklisch bezeichnet.
Der vollständige, holozyklische Lebenszyklus beginnt im Frühjahr mit einem Weibchen, das aus einem überwinternden Winterei ausschlüpft. Da es die spätere Population begründet, wird es Fundatrix genannt (von lateinisch fundare: gründen). Die flügellose Fundatrix beginnt meist an Blättern zu saugen (ein direkter Befall von Wurzeln ist aber möglich und wurde mehrfach bestätigt). Durch den Saugvorgang beginnt die Blattoberfläche zu wuchern und eine Pflanzengalle hervorzubringen, in deren hohlen Inneren die Blattlaus lebt. Die Galle sitzt dabei auf der Blattunterseite, ist aber durch eine kleine Öffnung auf der Oberseite mit der Außenwelt verbunden. Die Fundatrix legt nun (unbefruchtete) Eier ab, aus denen Nymphen genannte Jugendstadien ausschlüpfen. Die Nymphen des ersten Stadiums verlassen die Galle und beginnen an anderer Stelle zu saugen, wo sie eine eigene Galle induzieren, nur dieses Stadium ist stärker beweglich und imstande, längere Strecken zu laufen. Das dritte Nymphenstadium wandelt sich in ein erwachsenes (imaginales) Tier um, immer ein Weibchen. Auch diese (parthogenetischen) Weibchen legen nun Eier, aus denen Nymphen schlüpfen, die eine neue Generation parthenogenetischer Weibchen hervorbringen. Insgesamt folgen so mehrere, meist vier bis fünf, parthenogenetische Generationen aufeinander. Im Gegensatz zu den meisten Blattläusen (den Aphidoidea im engeren Sinne) legen bei der Familie Phylloxeridae, der die Reblaus angehört, auch die parthenogenetischen Generationen immer Eier ab, sie sind nicht vivipar.
Später im Jahr beginnen einige Nymphen, von den Blättern abzuwandern (oder sie fallen schlicht herunter). Sie erreichen über Bodenhohlräume die Wurzeln und beginnen hier zu saugen. Auch an den Wurzeln werden Gallen induziert, die verschieden aussehen, je nachdem, ob sie an jungen oder an älteren, schon verholzten Wurzeln sitzen. Es folgen, genau wie an den Blättern, mehrere Generationen parthenogenetischer Weibchen aufeinander. Einzelne davon können auch an Blätter zurückwandern. Die parthenogenetischen Weibchen an Blättern und Wurzeln sehen im Prinzip gleich aus, es bestehen nur ganz geringfügige morphologische Unterschiede. Spät im Jahr, im Spätsommer bis Herbst, beginnen die an den Wurzeln saugenden parthenogenetischen Weibchen, zunehmend Nymphen hervorzubringen, aus denen sich geflügelte Blattläuse entwickeln. Diese sind von den anderen Nymphen im letzten Stadium daran zu unterscheiden, dass die Anlagen der Flügel äußerlich als Flügelscheiden sichtbar sind. Die geflügelten Blattläuse sind selbst keine Geschlechtstiere, bringen diese aber hervor, weswegen sie Sexuparae genannt werden (von lateinisch parere: gebären). Die geflügelten Sexuparae sind ein Ausbreitungsstadium: aus dem Boden hervorgekrochen, können sie zu entfernt stehenden Reben fliegen und diese infizieren. Aus den (4 bis 8) Eiern der Sexuparae schlüpfen die Nymphen der eigentlichen Geschlechtstiere (Sexualis), dabei kann meist aus der Größe der Blattlaus und der Größe des gelegten Eis vorhergesagt werden, ob ein Männchen oder Weibchen schlüpfen wird. Nur in diesem Stadium treten also auch Männchen auf. Die Sexuales nehmen gar keine Nahrung auf. Männliche und weibliche Sexuales paaren sich, anschließend legt das Weibchen ein einzelnes Ei unter die Rinde des Rebstocks ab, das als Dauerei überwintern kann, aus ihm schlüpft im Frühjahr wieder eine Fundatrix aus. Damit ist der Zyklus geschlossen.
Wodurch die Produktion von Geschlechtstieren bei der Reblaus induziert wird, ist immer noch ungeklärt. Möglich wären fallende Temperaturen, veränderte Tageslängen oder auch schlechtere Ernährungssituation an den Reben, etwa im Angebot verschiedener Aminosäuren, als auslösender Faktor.

### Anholozyklus
Bei vielen Populationen der Reblaus ist dieser Lebenszyklus sekundär vereinfacht. Oft wird die sexuelle Fortpflanzung ganz aufgegeben. Alle Rebläuse saugen dann an Wurzeln, es werden keine Blattgallen gebildet. Die letzte der zahlreichen parthenogenetischen Generationen legt Eier, aus denen besondere, resistente Nymphen schlüpfen, die im ersten oder zweiten Stadium überwintern. Genetische Daten weisen sowohl bei europäischen Rebläusen, wie auch bei solchen aus Australien und Neuseeland, wie auch bei Rebläusen an (europäischen) Weinreben in den Weinbaugebieten Kaliforniens darauf hin, dass keine, oder fast keine, sexuelle Fortpflanzung vorkommt. Die Populationen vermehren sich also nur parthenogenetisch, die Nachkommen sind Klone ihrer Mutter. Während in Australien nur zwei Stämme verbreitet waren, wurden in Europa zahlreiche untereinander verschiedene nachgewiesen, die aber nicht untereinander kreuzen; dies wird als Hinweis auf zahlreiche unabhängige Einschleppungsereignisse aus Nordamerika gewertet. Vermutlich haben die europäischen Rebläuse die Fähigkeit zur geschlechtlichen Fortpflanzung nicht genetisch verloren. Die sexuelle Generation wird aber entweder gar nicht induziert oder ist aufgrund ungünstiger Umwelteinflüsse nicht erfolgreich.
In Mittel- und Nordeuropa sind anholozyklische Rebläuse an den Wurzeln die Regel. Wenn ein Holozyklus beschrieben wurde, dann im wärmeren Südeuropa.
Eine andere Abweichung des Lebenszyklus kommt nur bei Rebläusen vor, die an der wildlebenden Vitis arizonica (vorkommend in Arizona und New Mexico, Nordamerika) leben. Hier bringen die parthenogenetischen Weibchen in den Blattgallen flügellose Sexuparae hervor, die dann Sexuales erzeugen. Nach der Paarung werden wie üblich von den Weibchen Dauereier unter der Rinde abgelegt. Ein Befall der Wurzeln tritt überhaupt nicht auf. Derselbe Lebenszyklus wurde später auch an Vitis girdiana (in Kalifornien) und Vitis cinerea nachgewiesen, nie hingegen an Vitis vinifera.

## Verbreitung
Die Reblaus kommt natürlicherweise ursprünglich nur in Nordamerika vor. Ihre Wirtsarten dort sind Arten aus der Pflanzengattung der Weinreben (Vitis), insbesondere die Arten Vitis berlandieri, Vitis cinerea, Vitis labrusca, Vitis riparia und Vitis rupestris. Die in Eurasien verbreitete Vitis vinifera wurde erst von den europäischen Siedlern nach Nordamerika eingeführt. Viele der heute angebauten Reben sind Hybride aus europäischen und amerikanischen Reben, auch diese werden befallen.
Später wurde die Reblaus, durch den Transport infizierter Reben, in nahezu alle Weinbaugebiete der Welt eingeschleppt. Als Ausnahme sind die Weinkulturen Chiles und der Insel Zypern frei von Rebläusen.

## Geschichte
Die aus Nordamerika stammende Blattlaus wurde in den 1860er Jahren durch Rebstöcke von der Ostküste Amerikas über London ins südliche Frankreich eingeschleppt (ab 1863 nachgewiesen) und breitete sich in der Reblausinvasion rasant von dort über sämtliche europäische Weinbaugebiete aus. In der Folge kam es im europäischen Weinbau zu dramatischen Verwüstungen, der sogenannten „Reblauskrise“ oder „Reblauskatastrophe“.
Besonders traf es Frankreich. Zwischen 1865 und 1885 zerstörte die Reblaus große Teile der französischen Weinanbaugebiete, die erst um 1850 nach der Mehltaukrise durch neue Reben aus Amerika ersetzt worden waren. Dies hatte katastrophale Folgen für die französische Landwirtschaft. Insgesamt wurden allein in Frankreich annähernd 2,5 Millionen Hektar Rebfläche vernichtet.
1870 setzte die französische Regierung eine Kommission zur Bekämpfung der Reblaus unter Vorsitz des Chemikers Jean-Baptiste Dumas ein.
1885 folgte ihm Louis Pasteur als Vorsitzender, der bereits zuvor Mitglied der Kommission war. Die Bemühungen der Kommission waren aber langfristig erfolglos, da sie die chemische Schädlingsbekämpfung bevorzugte und nicht die Verwendung resistenter Wurzelstöcke, die vor allem in Montpellier von Jules Émile Planchon und seinen Schülern betrieben wurde. Planchon arbeitete dabei eng mit amerikanischen Rebenzüchtern und Weinbauwissenschaftlern wie George Hussman (1827–1903), Professor für Landwirtschaft an der University of Missouri in Columbia, Charles Valentine Riley (1843–1895), staatlicher Entomologe, dem Winzer und Rebenzüchter Hermann Jaeger (1844–1895) aus Neosho (Missouri) sowie dem texanischen Rebenzüchter Thomas Volney Munson (1843–1913) zusammen. Die amerikanischen Winzer schickten ihm reblausresistente amerikanische Rebensorten, die Planchon als Unterlage für französische Edelsorten verwendete.
In Klosterneuburg im Weinbaugebiet Wagram trat die Reblaus erstmals 1867 auf, in deutschen Weinbaugebieten erstmals 1874 in der Nähe von Bonn in der Gartenanlage Annaberg, um 1885 in Loschwitz bei Dresden (siehe auch Reblauskatastrophe in der Lößnitz), 1907 im Mosel-Saar-Ruwer-Gebiet und 1913 im Weinbaugebiet Baden. In Deutschland trieb Adolph Blankenhorn die Bekämpfung der Reblaus voran.
Im Deutschen Reich wurde, basierend auf den Erkenntnissen anderer Staaten, 1875 mit dem Gesetz Nr. 1067 „Maßregeln gegen die Reblauskrankheit betreffend“ reagiert, indem u. a. auch Einfuhrverbote für ausländische Reben angeordnet wurden. Weitere Reichsgesetze dieser Art folgten 1883 und 1904. Bereits 1878 gab es einen europäischen Vertrag, der die nationalen Eindämmungsbemühungen harmonisierte. Die exekutive Verantwortlichkeit für die Maßnahmen wurde in die Hände von Reblaus-Kommissionen gelegt, welche zunächst durch das Reichskanzleramt, später von den Ministerpräsidenten der Länder ernannt wurden. Bekannte Mitglieder solcher Reblaus-Kommissionen waren Ernst Adolph Tränhardt, Philipp Bertkau und Ludwig Dosch. Die aufgrund der von diesen Kommissionen verfügten teilweise drakonischen Eindämmungsmaßnahmen führten nicht selten zu massiven Konflikten mit der Weinwirtschaft.
Durch Klimaveränderungen, brachliegende Weinberge und steigende Anzahl von Hausreben (Zierreben) erlebt die Reblaus derzeit eine Renaissance.

## Schäden an der Rebe
An sich ist die Reblaus ein Gelegenheitsschädling. Durch Monokulturen kann es zu Epidemien kommen. Die Blattreblaus ist das geringere Übel, sie wirkt sich nur bei extrem starkem Befall auf das Wachstum aus. Den bedeutendsten Schaden richten die Wurzelrebläuse an, da durch ihre Saugtätigkeit die Leitgewebe der Wurzeln geschädigt werden. Die Folge für die Pflanze ist Wasser- und Nährstoffmangel, der zum Absterben der Rebe führen kann.
Eine weitere Gefahr geht von sekundären Infektionen durch Bakterien, Pilze und Viren aus.

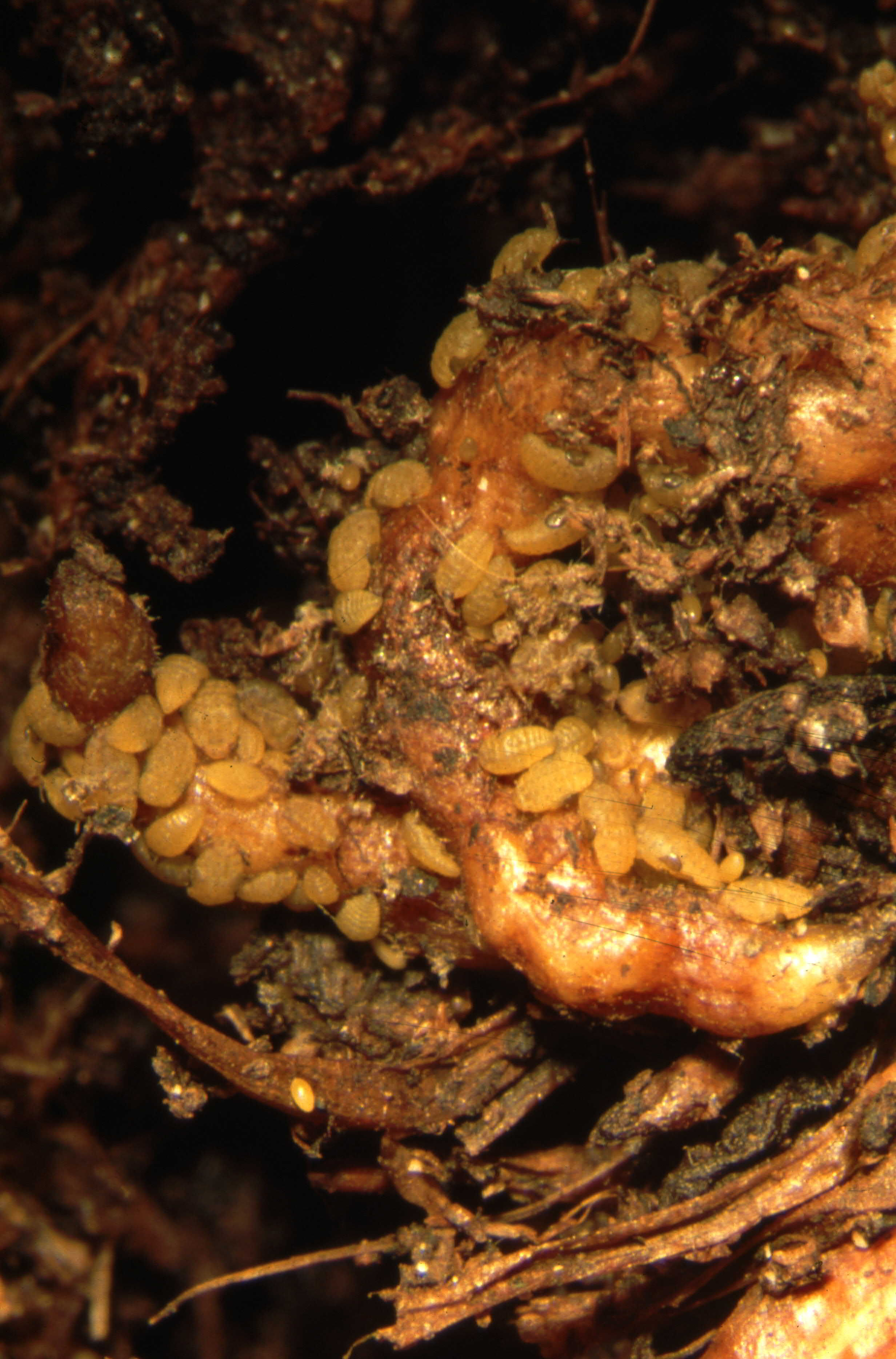
Wurzelrebläuse.
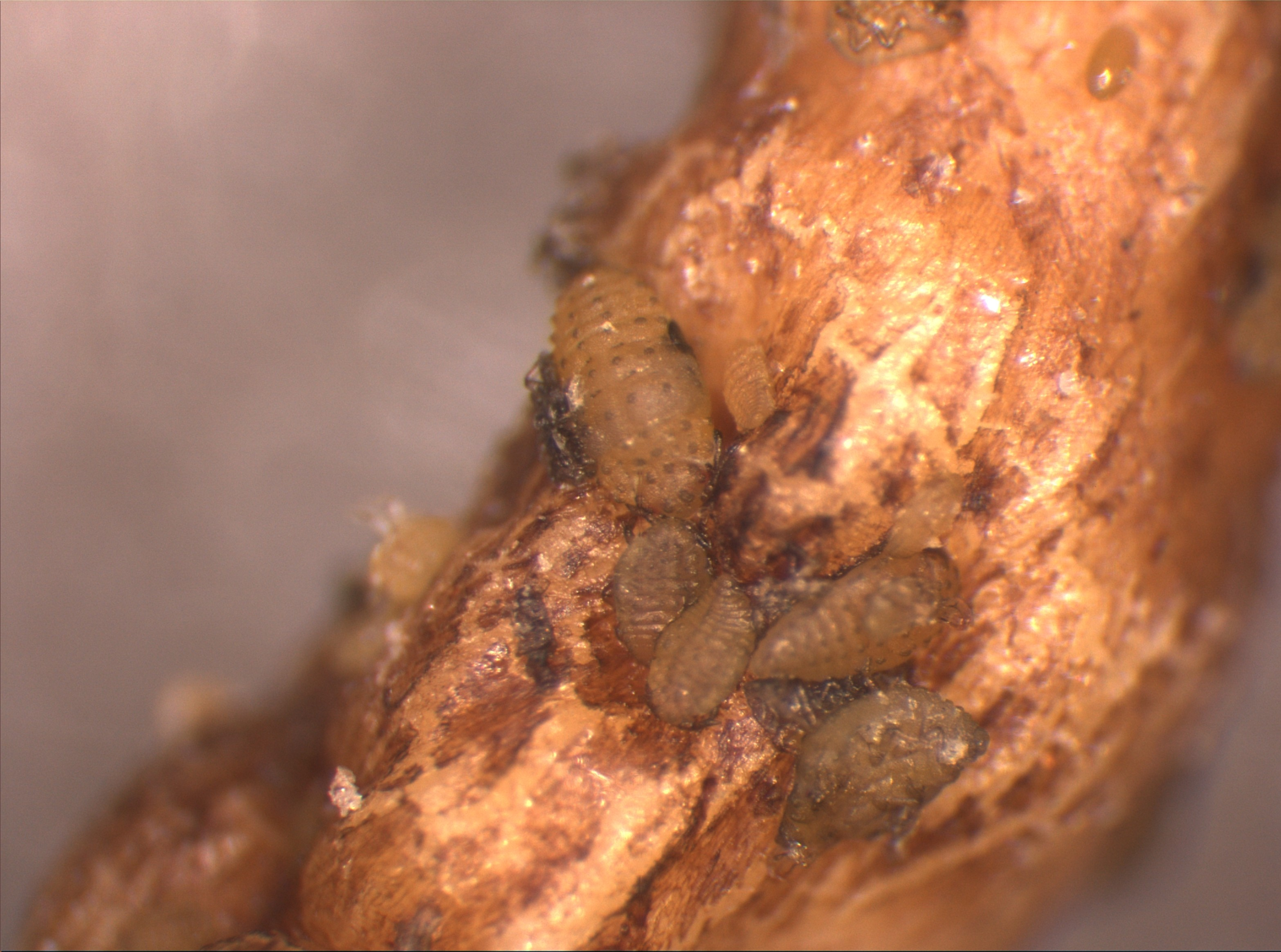
Wurzelrebläuse auf einer Nodosität (einer knotigen Verdickung).
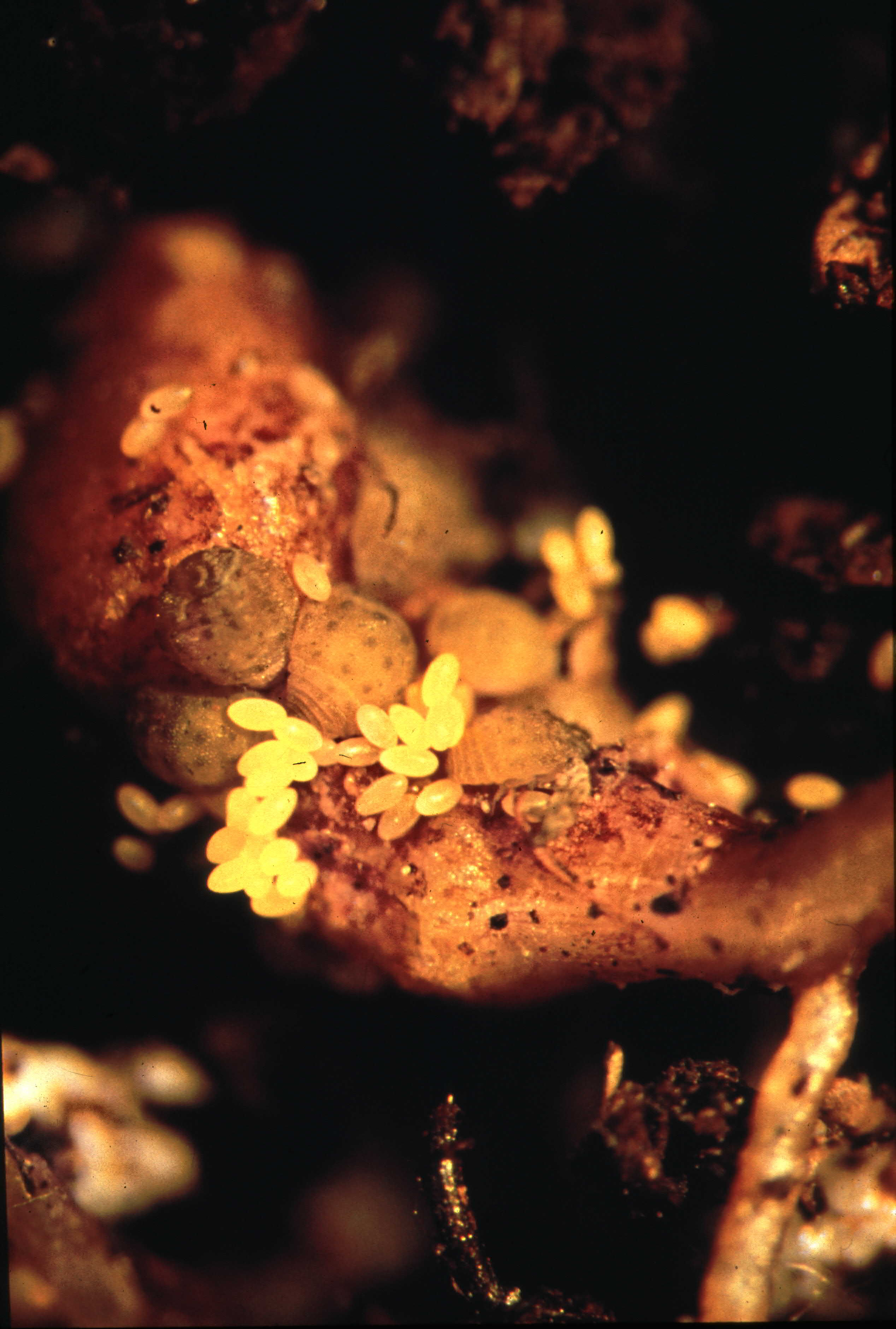
Wurzelrebläuse und Eier.
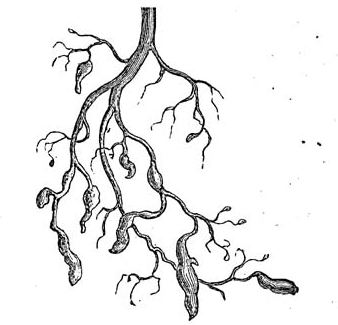
Von der Reblaus verursachte Nodositäten an der Wurzel.
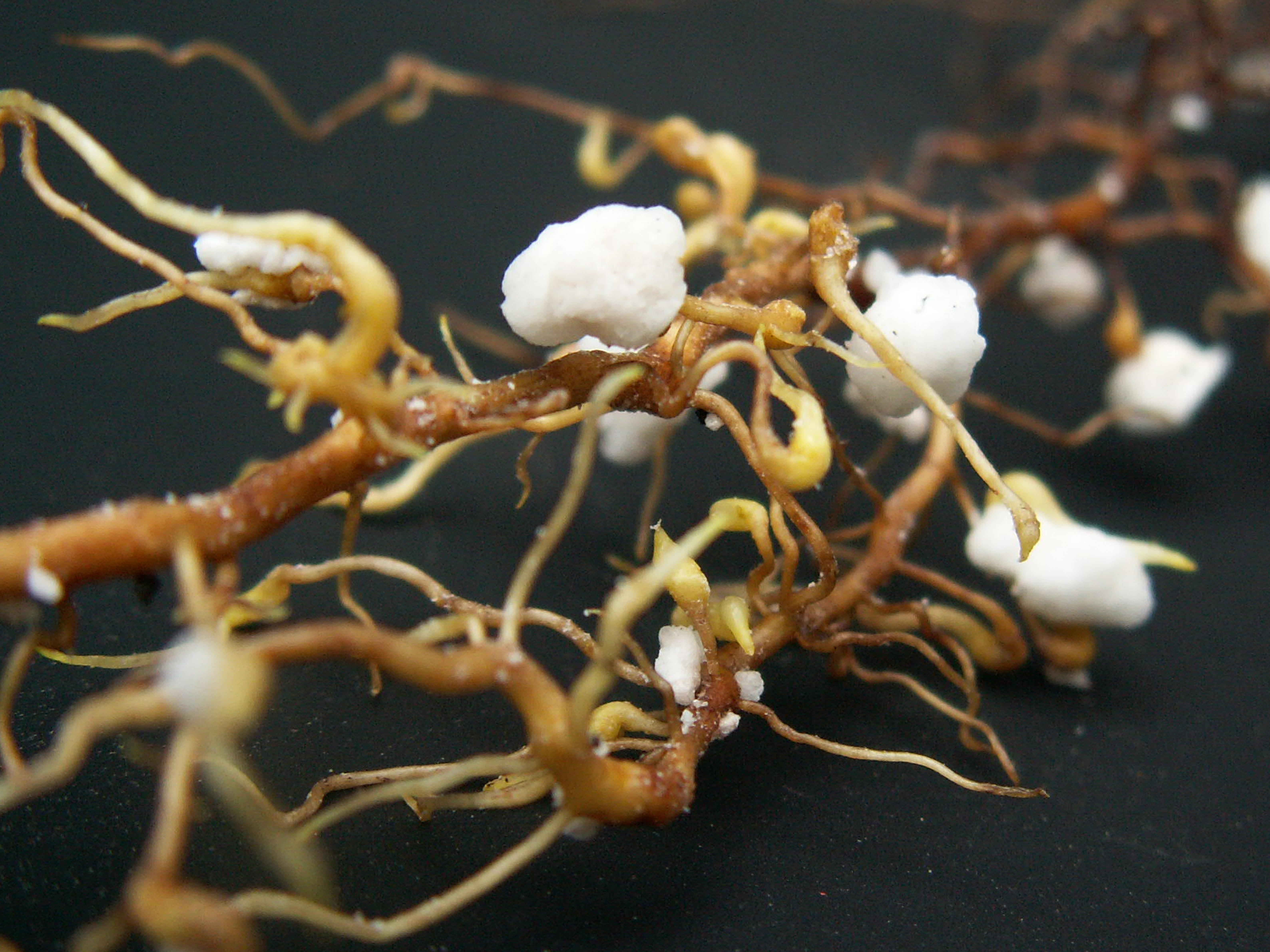
Von der Reblaus verursachte Nodosität auf der Rebwurzel.

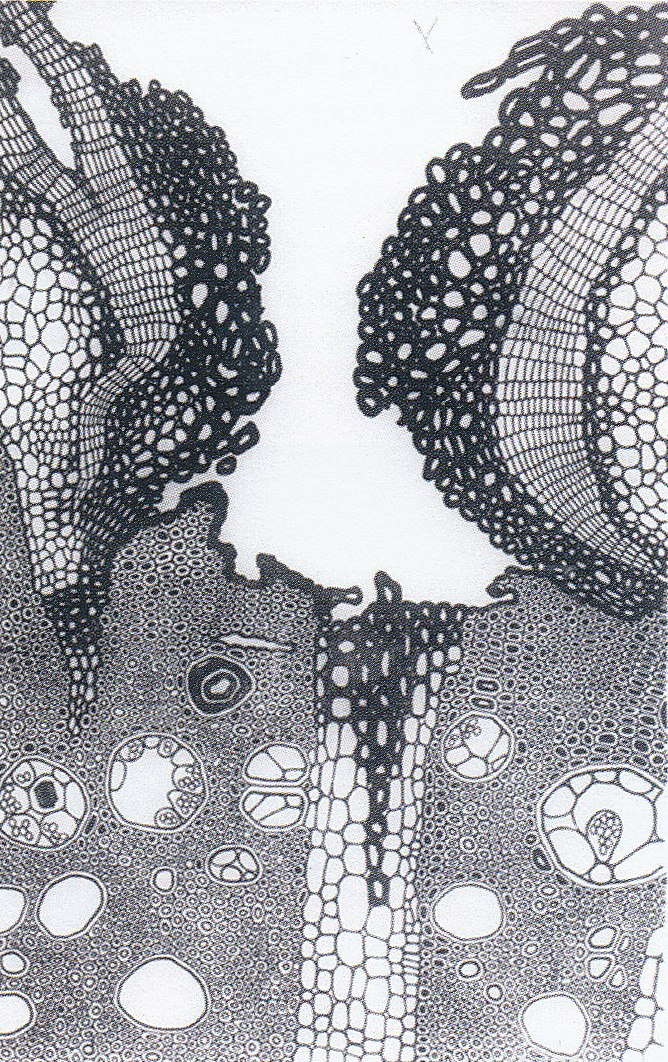
Mikroskopischer Schnitt durch einen Reblausanstich an einer älteren Europäerrebwurzel, Tuberosität und weit in das Innere der Wurzel eindringende lochartige Vertiefung.
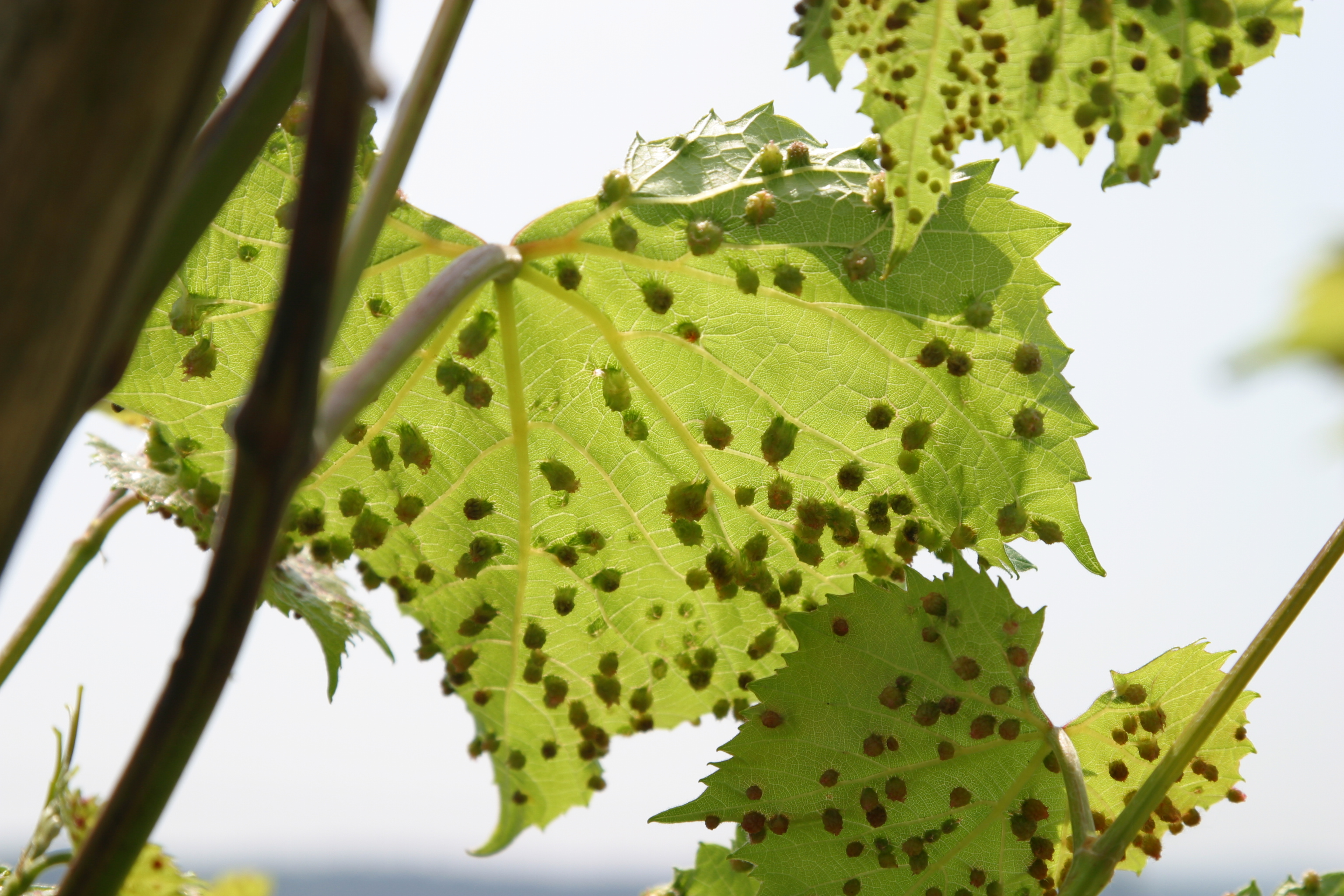
Reblaus Blattgallen auf einer Unterlagsrebe.
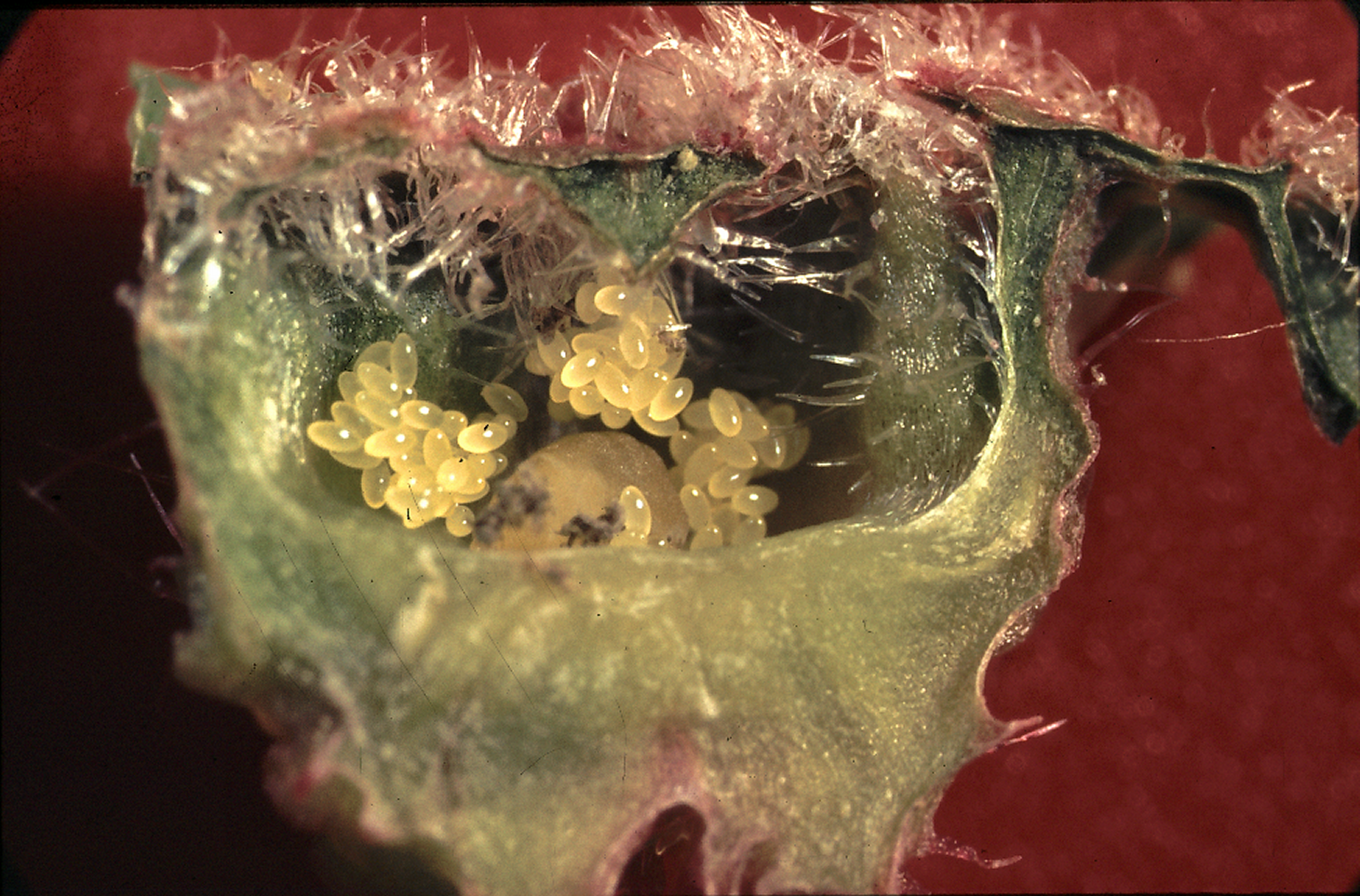
Aufgeschnittene Blattgalle mit Mutterlaus und Eigelege.
Wurzelreblausbefallsherd in einer Stockkultur.
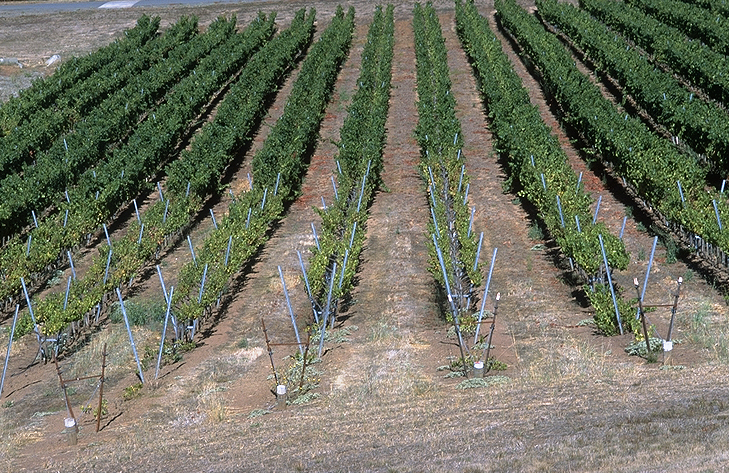
Reblausherd (im vorderen Bereich) in einem kalifornischen Weingarten. Entstanden durch die Verwendung einer ungenügend widerstandsfähigen Unterlagsrebe.

## Bekämpfung

### Biotechnische Bekämpfung
Zur Bekämpfung werden reblausresistente „Unterlagsreben“ aus Amerika (Vitis riparia, Vitis berlandieri, Vitis rupestris, Vitis cinerea oder deren daraus erzeugte Hybriden) mit einheimischen Edelreisern (Vitis vinifera) gepfropft (veredelt). So kann der komplizierte Fortpflanzungszyklus der Reblaus unterbrochen werden. Fast alle Weingärten der Welt stehen heute auf einer geeigneten, dem Standort angepassten Unterlagsrebe.

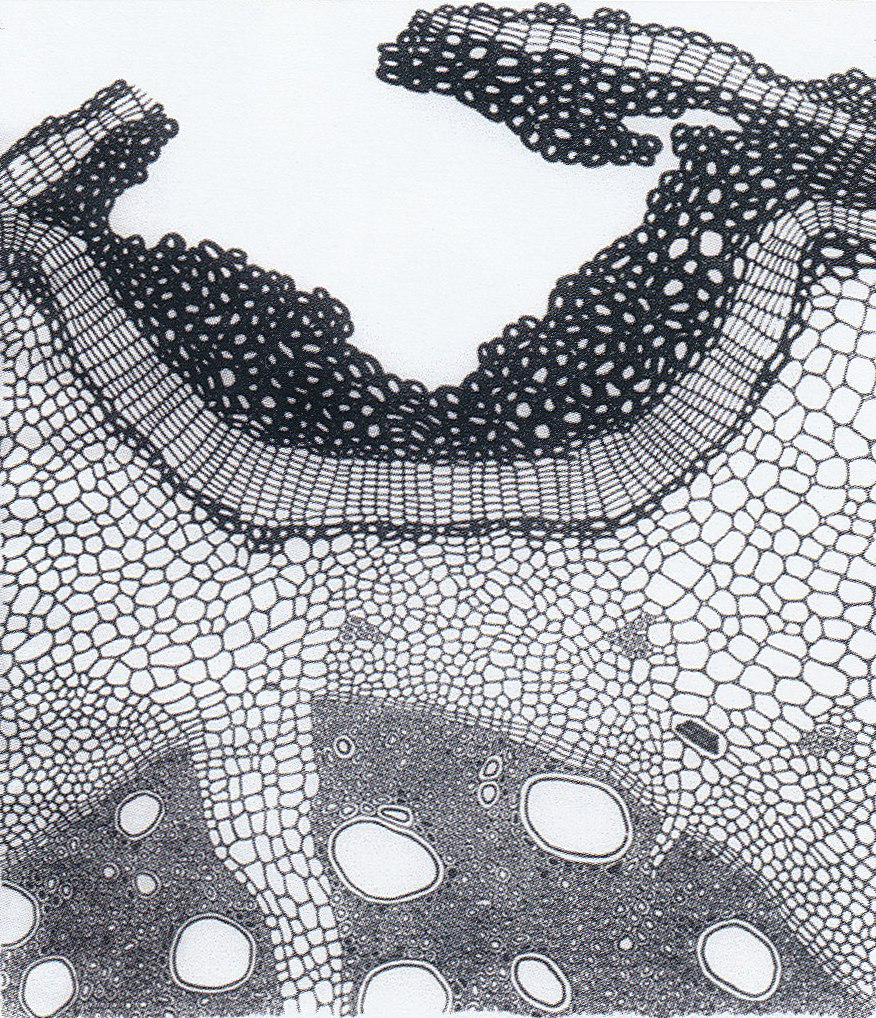
Mikroskopischer Schnitt durch eine Tuberosität an einer Amerikanerrebe. Die Anstichstelle der Reblaus wurde durch Korkgewebebildung – eine Fähigkeit von Amerikanerreben – abgeriegelt.
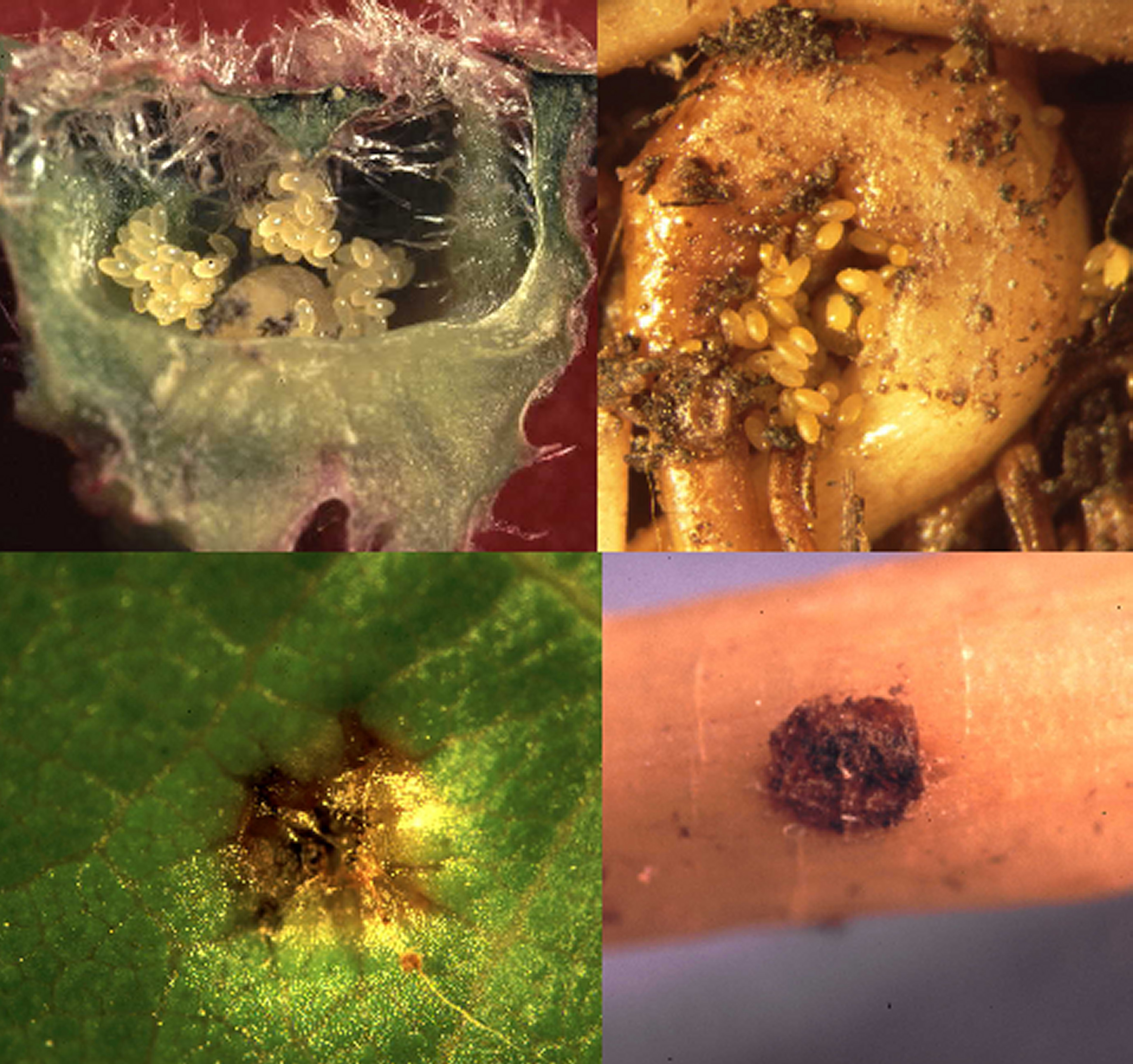
Reaktionen an Blatt und Wurzel bei reblaustoleranten Unterlagen und Unterlagsämlingen (obere Bildhälfte). Nekrosebildung als Folge einer Hypersensibilitätsreaktion beim Anstich durch die Reblaus bei reblausresistenten Unterlagssorten (Unterlagsrebe Börner) und Sämlingen (untere Bildhälfte).

Im Ertragsweinbau gibt es weltweit nur wenige Lagen bzw. Gebiete, wo wurzelechte Reben (ungepfropfte, nicht veredelte) gepflanzt werden können.
Sandböden haben den Vorteil, dass die Reblaus sich hier nicht entwickeln kann. Deshalb blieben während der Reblaus-Katastrophe solche Weingärten als einzige verschont, beispielsweise im Weinbau Ungarns.

### Chemische Bekämpfung

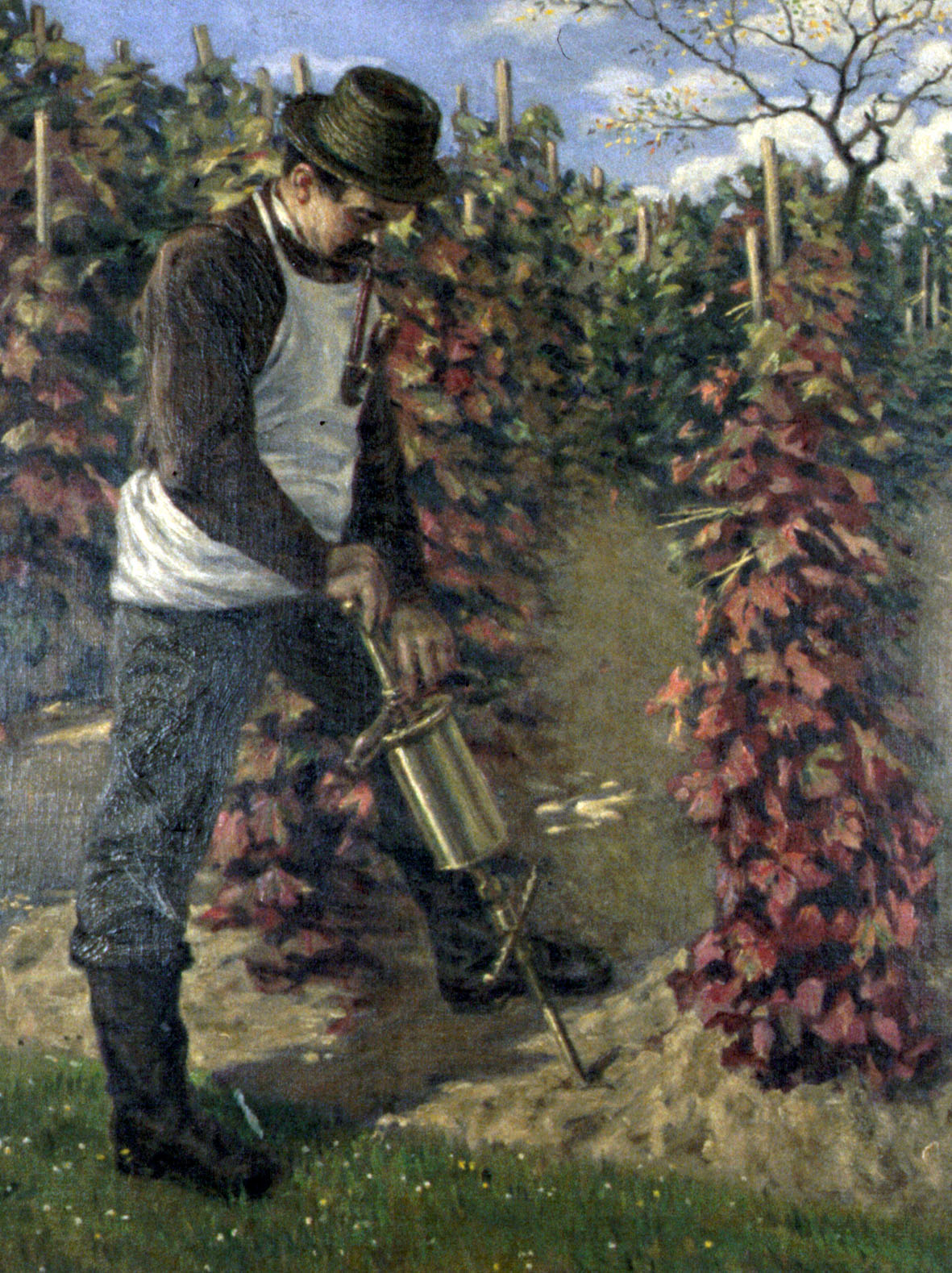
Reblausbekämpfung mit dem Schwefelkohlenstoff-Injektor, 1904.

Die Bodeninjektion mit Kohlenstoffdisulfid (Schwefelkohlenstoff) war eine wirksame, aber arbeitsaufwändige und teure Reblausbekämpfungsmethode. Man brachte den flüssigen, leicht verdunstenden, hochentzündlichen und giftigen Schwefelkohlenstoff mit Handinjektoren in den Hauptwurzelbereich von befallenen Rebstöcken. Durch die Veredlung der Edelsorte mit einer widerstandsfähigen Unterlagsrebe wurde diese Methode überflüssig. Sie ist seit 1997 verboten.

## Phylogenie, Taxonomie, Systematik
Die Art wurde 1855 von Asa Fitch als Pemphigus vitifoliae, „the grape leaf louse“ nach Tieren aus Blattgallen in New York State erstbeschrieben. Spätere Autoren führten, aus grammatikalischen Gründen, die Schreibvarianten vitifolii, vitis folii, vitisfolii ein; diese sind lange Zeit verwendet worden, nach den Nomenklaturregeln aber nicht korrekt. Vor allem im 19. Jahrhundert war zeitweise das Synonym Rhizaphis vastatrix Planchon, 1868 als wissenschaftlicher Name für die Reblaus verbreitet.
Der Gattungsname war lange Zeit unklar und ist teilweise bis heute umstritten. Dies hat mit Problemen bei der Beschreibung der Gattung zu tun. Der US-amerikanische Naturforscher Henry Shimer (1828–1895) erkannte 1866, dass die Art gemeinsam mit anderen nordamerikanischen Blattläusen Merkmale aufweist, die die Einrichtung einer neuen Gattung erforderlich machten, ohne diese formal zu beschreiben und einen Namen dafür zu vergeben. In einem zweiten Artikel im selben Jahr kam er darauf zurück und beschrieb nun eine neue Gattung Daktulosphaira, mit der Reblaus als einziger Art (Namensherleitung von griechisch dáktylos ‘Finger’ und griechisch sphaîra ‘Ball’). Im folgenden Jahr beschrieb er dieselbe Gattung ein zweites Mal, nun unter dem Namen Dactylosphaera, mit zwei Arten, globosa (heute Phylloxera globosa) und vitifoliae, ohne seine Arbeit aus dem Vorjahr zu zitieren oder zu erwähnen. In einer Notiz fügte er an, wenn sich herausstellen sollte, dass beide Arten in verschiedene Gattungen gehören, würde er für die Reblaus den Gattungsnamen Viteus vorschlagen. Viele spätere Taxonomen haben daraufhin die Beschreibung von 1866, die in einer obskuren Zeitschrift erschienen war, entweder übersehen, oder sie nahmen an, dass Dactylosphaera eine Emendation von Daktulosphaira sein sollte und ignorierten den älteren Namen. Viele führten die Art auch in einer weitgefassten Gattung Phylloxera. Der renommierte Blattlaus-Experte Carl Julius Bernhard Börner entschied 1930, dass Dactylosphaera und Viteus korrekte Gattungsnamen seien, Daktulospheira nur eine korrigierte Falschschreibung, und dass die Reblaus in die Gattung Viteus Shimer, 1867 einzuordnen sei. Dies war in Europa lange Zeit maßgeblich. Im Jahr 1974 schrieb die US-amerikanische Entomologin Louise M. Russell einen Artikel, in dem sie Daktulosphaira als validen Namen der Gattung wieder einsetzte, vor allem auch deswegen, weil Dactylosphaera mit Dactylosphaera globosa Shimer, 1867 eine andere Typusart hat. Darin sind ihr die meisten Taxonomen gefolgt, aber nicht alle.
Die Reblaus Daktulospheira vitifoliae ist derzeit die einzige Art der Gattung Daktulospheira, diese damit monotypisch. Aufgrund der verworrenen Taxonomie der amerikanischen, an Bäumen lebenden Phylloxeridae, bei denen zahlreiche Artnamen ungeklärt, oft nur nach der Form der Gallen beschrieben worden sind, ist dies aber nur ein vorläufiger Stand. Die Phylloxeridae wurden lange Zeit nicht revidiert und wurden bisher nicht mit modernen, genetischen Methoden untersucht. Die Schwestergruppenverhältnisse sind daher ungeklärt.
Die Familie Phylloxeridae, der die Reblaus angehört, bildet gemeinsam mit den Adelgidae eine von den anderen Blattläusen (der Familie Aphididae) stark abweichende Gruppe, die sich unter anderem dadurch auszeichnen, dass auch die parthenogenetischen Weibchen Eier legen, sie also nicht, wie die anderen Blattläuse, vivipar sind. Auch hier sind die Schwestergruppenverhältnisse aber ungeklärt. Viele Autoren stellen Phylloxeridae und Adelgidae in eine gemeinsame Überfamilie Adelgoidea. Meist wird aber für sie eine separate Überfamilie Phylloxeroidea anerkannt. Innerhalb der Familie gehört die Reblaus in eine Unterfamilie Phylloxerinae und Tribus Phylloxerini, gemeinsam mit nahezu allen anderen Gattungen und Arten (nur für die abweichende Gattung Acanthochermes wurde eine eigene Tribus eingerichtet).
Vermutungen, es gäbe eine zweite Reblausart, -rasse oder -unterart (von Börner Peritymbia (Phylloxera) vitifolii pervastatrix genannt), die weiter nördlich verbreitet sei als die echte vitifoliae, haben sich nicht bestätigt. Auf Grund unterschiedlicher Verhaltensweisen gegenüber den Weinreben hat man festgestellt, dass es verschiedene Biotypen der Reblaus gibt. Je nach Autor werden für die Biotypen unterschiedliche Benennungen gebraucht (Biotyp, Performance Type, Strain, Superclone). In Kalifornien wird zwischen zwei Reblausbiotypen A und B unterschieden, die sich in ihrer Aggressivität gegenüber der Unterlagensorte A×R 1 (Vitis vinifera (‘Aramon’) × Vitis rupestris) unterscheiden.

## Trivia
Angesichts ihrer Begierde nach Wein stand die Reblaus Pate für das bekannte gleichnamige Wienerlied, das durch Hans Moser populär wurde.